# 4543 Phoinix
4543 Phoinix eller 1989 CQ1 är en trojansk asteroid i Jupiters lagrangepunkt L4. Den upptäcktes 2 februari 1989 av den amerikanska astronomen Carolyn S. Shoemaker vid Palomar-observatoriet. Den är uppkallad efter Foinix i den grekiska mytologin.
Asteroiden har en diameter på ungefär 63 kilometer.